# Kościół Wniebowzięcia Najświętszej Maryi Panny w Wildze
Kościół Wniebowzięcia Najświętszej Maryi Panny w Wildze – rzymskokatolicki kościół parafialny należący do dekanatu Osieck diecezji siedleckiej.
Obecna świątynia murowana została zbudowana w stylu neogotyckim, dzięki staraniom księdza Jana Bednarka w latach 1913-1918.

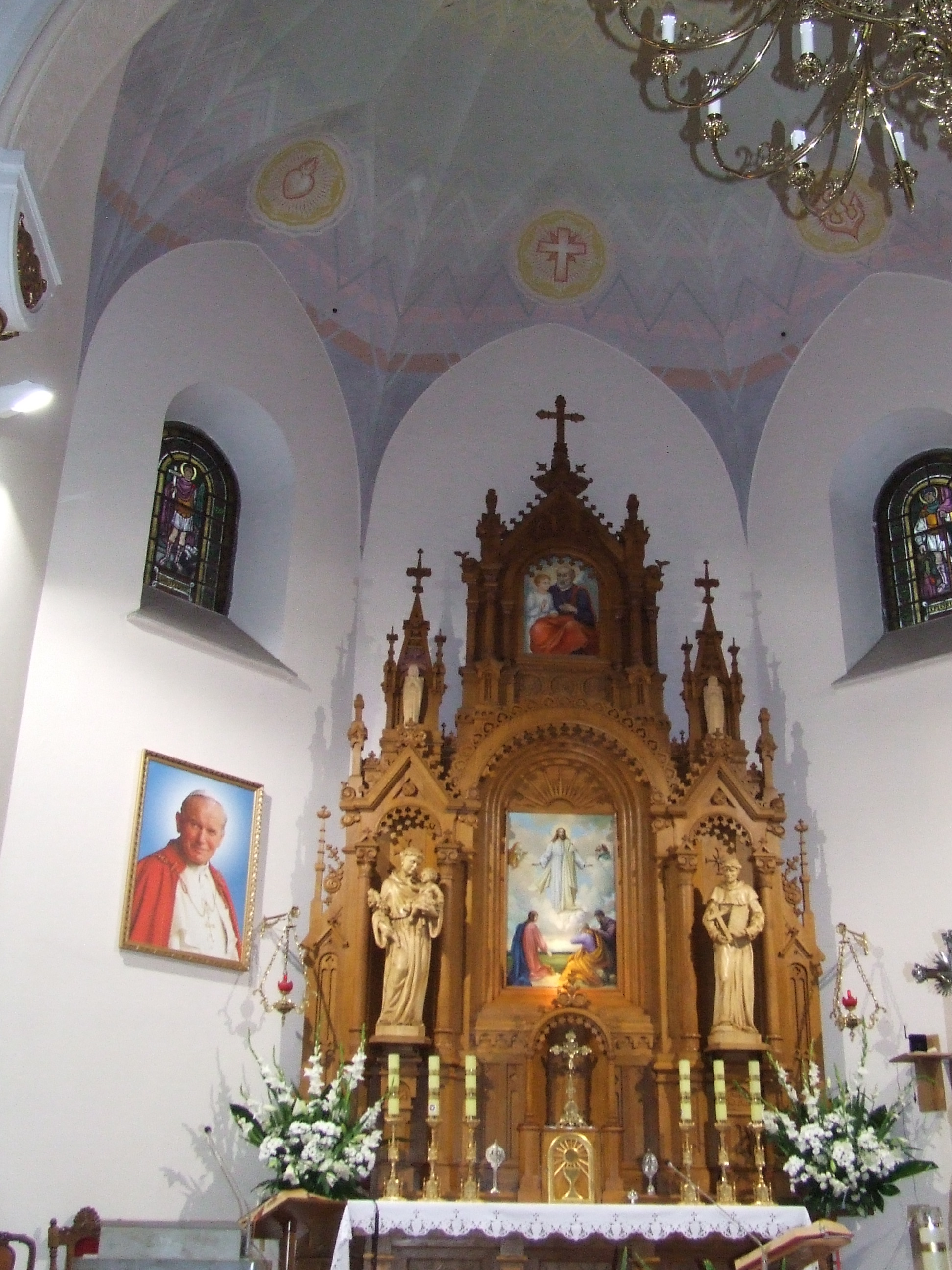
Wnętrze świątyni

Zgodę od władz kościelnych i rządowych na wybudowanie świątyni otrzymał ówczesny proboszcz parafii, ksiądz Michał Turski. Prace budowlane prowadził jednak jego następca, wspomniany wyżej, ksiądz Jan Bednarek. Kościół został poświęcony przez dziekana dekanatu garwolińskiego, księdza Wincentego Suprena. Do niego zostało przeniesione wyposażenie ze starej świątyni drewnianej, wybudowanej w 1771 roku przez Bogusława Zajączka i spalonej w 1915 roku, w wyniku ostrzału artylerii niemieckiej. Kościół otrzymał takie same wezwanie jak poprzednia budowla. Na jej patrona wybrano św. Mikołaja. Również odpusty pozostały te same, czyli Wniebowzięcia Najświętszej Maryi Panny i Przemienienia Pańskiego. W czasie II wojny światowej zimą 1942/1943 wystąpiła epidemia tyfusu, po której władze okupacyjne zamknęły dostęp do świątyni.
Budowla została zaprojektowana przez Kazimierza Pleszczyńskiego. W kościele znajdują się ołtarze – główny przyścienny i dwa boczne wykonane według odnalezionych projektów z 1914 roku. Z powodu wybuchu I wojny światowej nie mogły być wcześniej umieszczone we wnętrzu. Świątynia posiada także witraże, wykonane w ciechanowieckiej pracowni Romana Godlewskiego.